# Hirschthal AG
| AG ist das Kürzel für den Kanton Aargau in der Schweiz. Es wird verwendet, um Verwechslungen mit anderen Einträgen des Namens Hirschthal zu vermeiden. |

Hirschthal (schweizerdeutsch: Herschtu, ˈhɪrʃtʊ) ist eine Einwohnergemeinde im Schweizer Kanton Aargau. Sie gehört zum Bezirk Aarau und liegt im mittleren aargauischen Suhrental, rund acht Kilometer südlich des Kantonshauptortes Aarau.

## Geographie
Das Dorf liegt östlich der Suhre am Ausgang eines in Richtung Osten verlaufenden, rund zwei Kilometer langen Seitentals, das einfach «Tal» genannt wird. Das schmale Seitental wird begrenzt durch zwei steile Hügelzüge, der Egg (592 m ü. M.) im Norden und dem Gschneit (598 m ü. M.) im Süden. Am östlichen Ende des Tals ragt ebenfalls ein steiler Hügelzug auf, die Hochwacht (653 m ü. M.). Diese bildet gleichzeitig den Übergang ins Wynental. Westlich des Dorfes weitet sich das Suhrental zu einer ausgedehnten Ebene.
Die Fläche des Gemeindegebiets beträgt 353 Hektaren, davon sind 181 Hektaren bewaldet und 61 Hektaren überbaut. Der höchste Punkt befindet sich auf 653 Metern auf der Hochwacht, der tiefste auf 437 Metern an der Suhre. Nachbargemeinden sind Muhen im Norden, Unterkulm im Osten, Schöftland im Süden und Holziken im Westen. Das Siedlungsgebiet ist fast mit demjenigen von Schöftland zusammengewachsen.

## Geschichte

Luftbild (1970)

Verschiedene Ziegelfragmente und das Fundament eines Gebäudes, die 1958 freigelegt wurden, lassen auf eine Besiedlung während der Römerzeit schliessen. Die erste urkundliche Erwähnung von Hyrztale erfolgte im Jahr 893 in einer Urkunde des Fraumünsters in Zürich. Der Ortsname stammt vom althochdeutschen (ze) hirztale und bedeutet «im Hirschtal». Im Mittelalter lag das Dorf im Herrschaftsbereich der Grafen von Lenzburg, ab 1173 in jenem der Grafen von Kyburg. Nachdem diese ausgestorben waren, wurden die Habsburger im Jahr 1273 die neuen Landesherren.
1415 eroberten die Eidgenossen den Aargau. Hirschthal gehörte nun zum Untertanengebiet der Stadt Bern, dem so genannten Berner Aargau. Die niedere Gerichtsbarkeit war bis 1380 im Besitz der Herren von Rupperswil, einem habsburgischen Ministerialengeschlecht. Anschliessend ging sie an die Hallwyler über, die sie 1604 wiederum an Bern verkauften. Somit war Hirschthal ein Teil des Gerichtsbezirks Oberentfelden im Amt Lenzburg. 1528 führten die Berner die Reformation ein.
Im März 1798 nahmen die Franzosen die Schweiz ein, entmachteten die «Gnädigen Herren» von Bern und riefen die Helvetische Republik aus. Hirschthal gehörte zunächst zum Distrikt Kulm, ab 1803 (Erweiterung des Aargaus um die Kantone Baden und Fricktal) zum Bezirk Aarau. Die Suhrentalbahn nahm am 19. November 1901 ihren Betrieb auf. Bis ins 20. Jahrhundert hinein war die Gemeinde landwirtschaftlich geprägt, allerdings war auch die Heimarbeit für die Textilindustrie weit verbreitet. Ab Mitte der 1970er Jahre wandelte sich Hirschthal zu einer Wohngemeinde in der Agglomeration Aarau.

## Wappen
Die Blasonierung des Gemeindewappens lautet: «In Weiss auf grünem Boden springender roter Hirsch.» Die früheste Version dieses Wappen erschien bereits 1683 auf einer Glasscheibe der Kirche von Schöftland. 1948 erfolgte eine gestalterische Überarbeitung.

## Bevölkerung

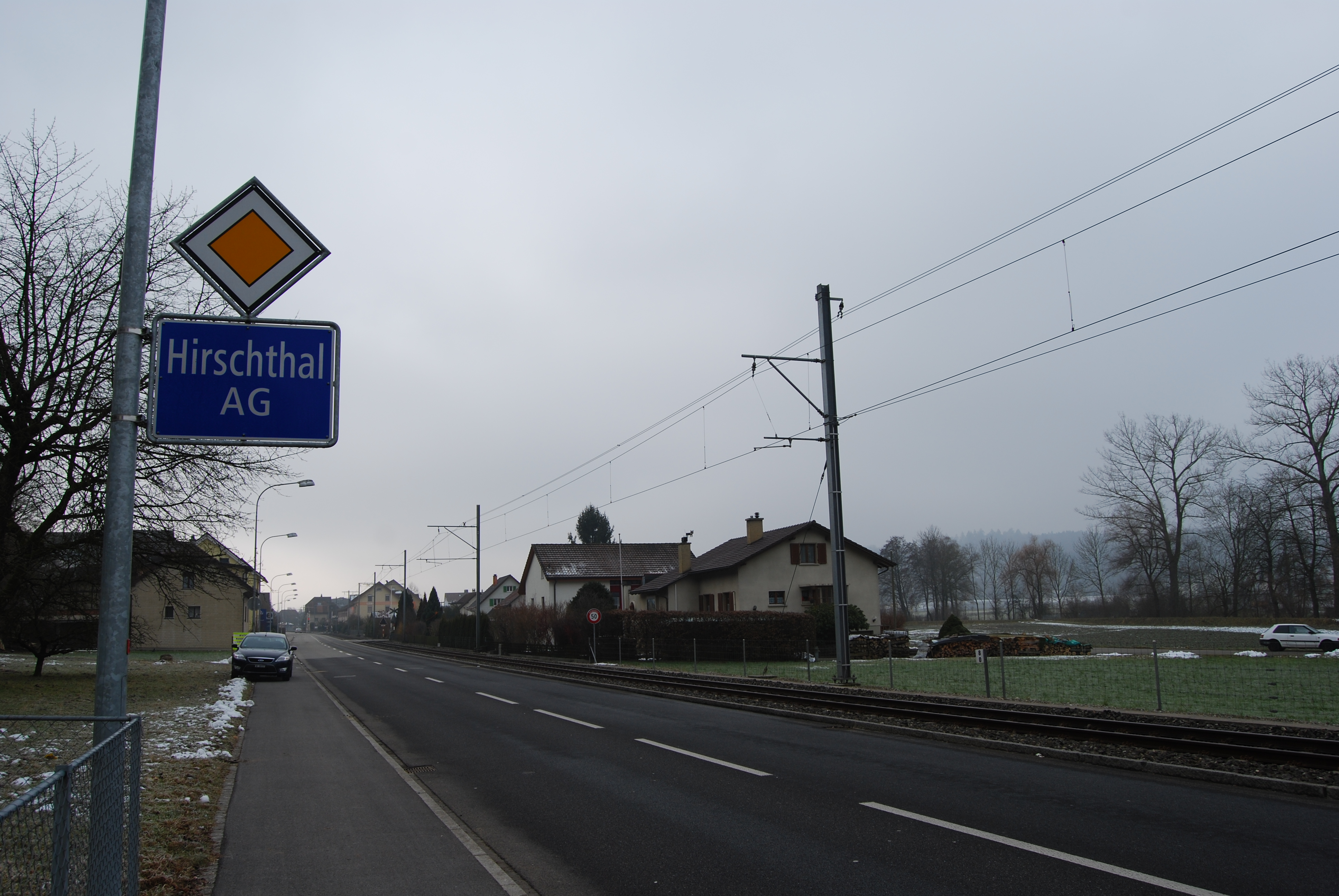
Hirschthal

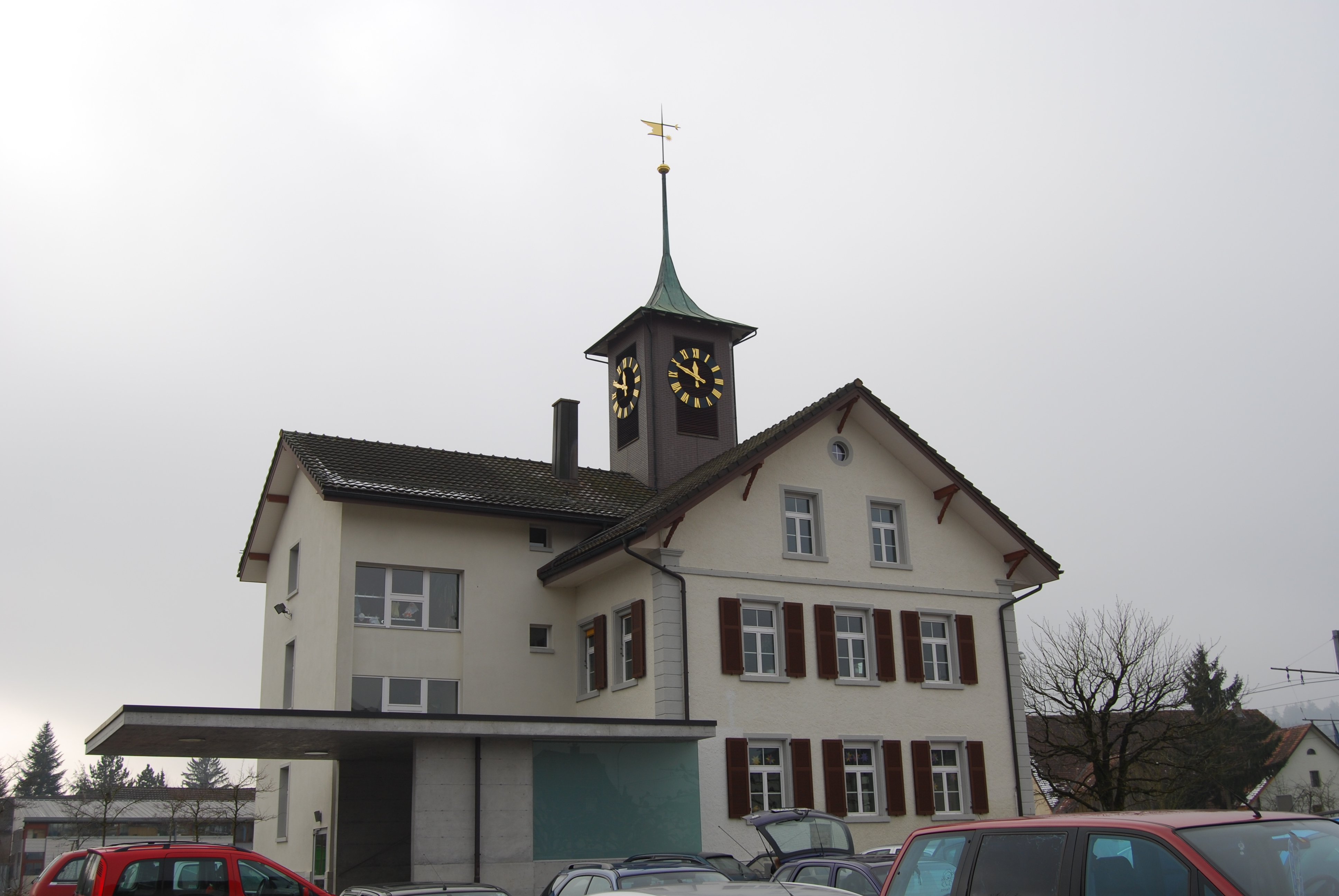
Alte Dorfschule

Die Einwohnerzahlen entwickelten sich wie folgt:
| Jahr      | 1764 | 1803 | 1850 | 1900 | 1930 | 1950 | 1960 | 1970 | 1980  | 1990  | 2000  | 2010  | 2020  |
| Einwohner | 219  | 581  | 522  | 609  | 684  | 743  | 878  | 949  | 1'111 | 1'177 | 1'280 | 1'457 | 1'645 |

Am 31. Dezember 2023 lebten 1756 Menschen in Hirschthal, der Ausländeranteil betrug 12,6 %. Bei der Volkszählung 2015 bezeichneten sich 43,6 % als reformiert und 20,8 % als römisch-katholisch; 35,6 % waren konfessionslos oder gehörten anderen Glaubensrichtungen an. 94,0 % gaben bei der Volkszählung 2000 Deutsch als ihre Hauptsprache an, 1,7 % Italienisch und 0,8 % Albanisch.

## Politik und Recht
Die Versammlung der Stimmberechtigten, die Gemeindeversammlung, übt die Legislativgewalt aus. Ausführende Behörde ist der fünfköpfige Gemeinderat. Er wird im Majorzverfahren vom Volk gewählt, seine Amtsdauer beträgt vier Jahre. Der Gemeinderat führt und repräsentiert die Gemeinde. Dazu vollzieht er die Beschlüsse der Gemeindeversammlung und die Aufgaben, die ihm vom Kanton zugeteilt wurden. Für Rechtsstreitigkeiten ist in erster Instanz das Bezirksgericht Aarau zuständig. Hirschthal gehört zum Friedensrichterkreis II (Oberentfelden).

## Wirtschaft
In Hirschthal gibt es gemäss der im Jahr 2015 erhobenen Statistik der Unternehmensstruktur (STATENT) rund 780 Arbeitsplätze, davon 8 % in der Landwirtschaft, 31 % in der Industrie und 61 % im Dienstleistungsbereich. Es gibt drei grössere Industriebetriebe, hergestellt werden Messwandler, Infrarotgeräte und Logistikeinrichtungen. Die meisten Erwerbstätigen sind Wegpendler und arbeiten in Aarau und Umgebung.

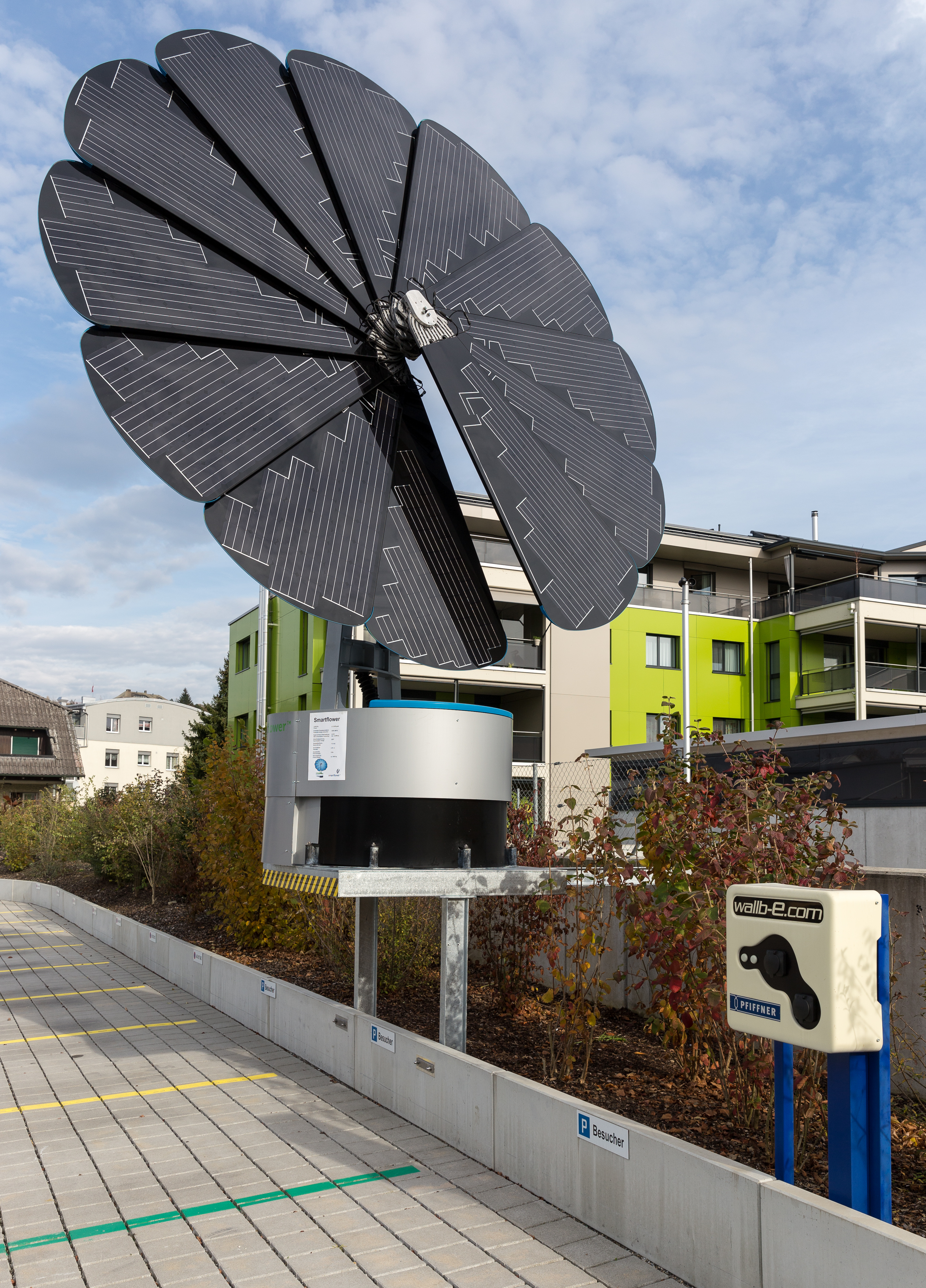
Smartflower Elektroauto-Tankstelle in Hirschthal

## Verkehr
Durch das Dorf verläuft die Kantonsstrasse 286 von Aarau nach Schöftland. Die Hauptstrasse 24 von Aarau nach Sursee umfährt das Dorf an seiner Westseite und dient gleichzeitig als Zubringer zum Anschluss Aarau-West der Autobahn A1. Eine weitere Strasse führt über Holziken ins Uerkental. 

### Regionalverkehr
Die Anbindung an das Netz des öffentlichen Verkehrs erfolgt durch die Suhrentalbahn zwischen dem Bahnhof Aarau und Schöftland; das Trassee verläuft dabei unmittelbar neben der Kantonsstrasse. 
- S 14 Menziken – Aarau – Schöftland (WSB)

### Nahverkehr
An Wochenenden verkehrt ein Nachtbus von Aarau über Hirschthal und Schöftland nach Kölliken.
- N25 Aarau Bahnhof – Oberentfelden —  Muhen – Schöftland – Holziken – Kölliken

## Bildung
Die Gemeinde verfügt über einen Kindergarten und ein Schulhaus, in dem die Primarschule unterrichtet wird. Sämtliche Oberstufen (Realschule, Sekundarschule und Bezirksschule) können in Schöftland absolviert werden. Die nächstgelegenen Gymnasien sind die Alte Kantonsschule und die Neue Kantonsschule, beide in Aarau.

## Persönlichkeiten
- Fabian Bösch (* 1997), Freestyle-Skier
- Johann Rudolf Müller (1824–1894), reformierter Geistlicher, Strafanstaltsdirektor und Kaufmann